# Rogatica (kommun)
Kommunen Rogatica (serbiska: Opština Rogatica, kyrillisk skrift: Општина Рогатица) är en kommun i Serbiska republiken i östra Bosnien och Hercegovina. Kommunen hade 10 723 invånare vid folkräkningen år 2013, på en yta av 645,87 km².
Av kommunens befolkning är 88,85 % serber, 10,42 % bosniaker, 0,18 % kroater och 0,17 % muslimer (2013). Majoritetsbefolkningen utgjordes av bosniaker före Bosnienkriget.